# Claphidia microstagma
Claphidia microstagma är en fjärilsart som beskrevs av Dyar 1921. Claphidia microstagma ingår i släktet Claphidia och familjen snigelspinnare. Inga underarter finns listade i Catalogue of Life.